# Ichimura Takenojō V
Ichimura Takenojō V (五番目 市村 竹園 Go-banme Ichimura Takenojō?,  Edo, 1812 - 15 de septiembre de 1851) fue un actor kabuki perteneciente al linaje de actores Uzaemon. Fue reconocido por su excelencia al interpretar papeles wagoto y tachiyaku (roles masculinos).

## Biografía

### Primeros años
Ichimura nació en 1812 en Edo, Japón, el único hijo del actor kabuki Ichimura Uzaemon XI. Apareció por primera vez en un escenario a la edad de seis años y recibió el nombre de Ichimura Kamenosuke. En 1820, apareció en el estreno de la obra de Tsuruya Nanboku IV, Sakura Butai Maku no Datezome, interpretando el papel de Tsuruchiyo. Su padre murió en julio de ese mismo año e Ichimura permaneció un año fuera de los escenarios.
En 1821, Ichimura tomó el nombre de Ichimura Uzaemon XII y se convirtió en el nuevo zamoto (gerente, líder de la troupe) durante la reapertura del Ichimura-za. Sin embargo, la gestión del teatro quedó a cargo de Fukuchi Mohê puesto que Ichimura aún era demasiado joven. Fukuchi produjo un programa especial de kaomise titulado Nani o Tanete Ukiki no Kaobure, el cual protagonizado por Ichikawa Danjūrō VII, Ichikawa Omezō I, Bandō Hikosaburō IV e Ichikawa Monnosuke III. Los actores Sawamura Shirogorō II e Ichikawa Raizō IV celebraron su shūmei durante esta actuación.
En diciembre de 1825, se produjo un incendio en el teatro de marionetas Yūkiza, ubicado en el distrito de Fukiya-chō, cuyas llamas alcanzaron y destruyeron gran parte del Ichimura-za.

### Carrera
En 1826, el teatro fue reconstruido e Ichimura apareció en la obra Ise Heiji Shō no Kaomise. En enero de 1827, se produjo un incendio en el tercer piso del Ichimura-za que se extendió al resto de teatro, el Nakamura-za y así como también a dos teatros de marionetas. Entre 1827 y 1830, Ichimura interpretó una amplia gama de papeles en el kabuki pero que se vieron interrumpidos por otros dos incendios en marzo de 1829 y en diciembre de 1830; este último se desató en el distrito de Nihonbashi Kodenma-chō y destruyó nuevamente el Ichimura-za.
En 1832, Ichimura interpretó los roles de En'ya Hangan, Hayano Kanpei, Sadakurō, Yoichibê, Shioda Matanojō, Kakogawa Honzō y Ôboshi Yuranosuke en el clásico Kanadehon Chūshingura. También interpretó el papel principal de Shurabyôshi Sakuragi en la danza Yui Narai Kanoko Musume Dōjōji. Ichimura recibió una gran aclamación pública y crítica.
En octubre de 1841, se produjo un incendio en los bastidores del Nakamura-za en el distrito de Sakai-chō. El fuego se propagó y destruyó el Ichimura-za y el Nakamura-za. Las autoridades de Edo prohíbieron la reconstrucción de los teatros destruidos y les ordenaron trasladarse al remoto distrito de Asakusa Saruwaka-chō. En septiembre de 1842, el Ichimura-za volvió a abrir e Ichimura produjo el programa Chobanzai Araki no Shimadai, protagonizado por Seki Sanjūrō III, Ichikawa Kuzō II, Nakamura Utaemon IV, Nakamura Fukusuke I, Bandō Shûka I y Onoe Kikujirō II. 

## Muerte
En el verano de 1851, Ichimura apareció en el escenario por última vez interpretando el papel del guerrero Kumagai Naozane y Jūtarō en las obras Ichi-no-Tani Futaba Gunki y Taiheiki Chūshin Kōshaku, respectivamente, ambas de los cuales fueron presentadas en el Ichimura-za. Ichimura enfermó repentinamente y expresó su deseo de ir en peregrinación al famoso santuario de Kotopira en la isla de Shikoku, pero murió antes de poder ir, el 20 de agosto de 1851. Tenía alrededor de 48-9 años de edad. Sus hijos, Onoe Kikugorō V y Bandō Kakitsu I siguieron con la tradición del Ichimura-za.